# Wappo

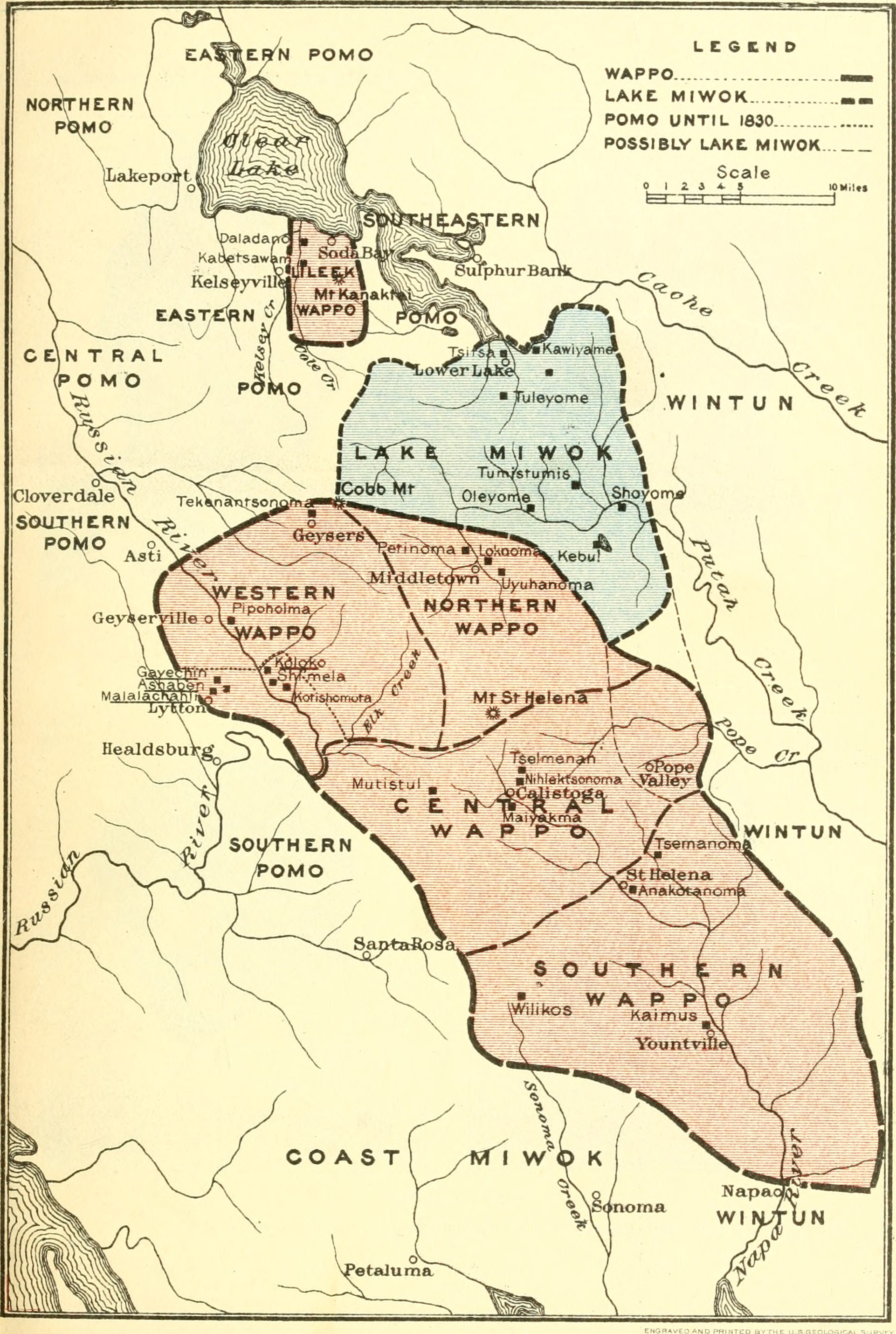
Mapa del territorio wappo

 Los wappo son un pueblo indígena del norte de California. Sus tierras tradicionales se encuentran en el valle de Napa, la costa sur de Clearlake, el valle de Alexander y el valle del río Ruso.  

## Cultura
Los wappo vivían por medio de caza y recolección, y vivían en pequeños grupos sin una autoridad política centralizada, en casas construidas con ramas, hojas y barro. Sus cestas tejidas estaban tan bien elaboradas que podían retener agua. Los wappo son un pueblo indígena del norte de California. Sus tierras tradicionales se encuentran en el valle de Napa, la costa sur de Clearlake, el valle de Alexander y el valle del río Ruso. 

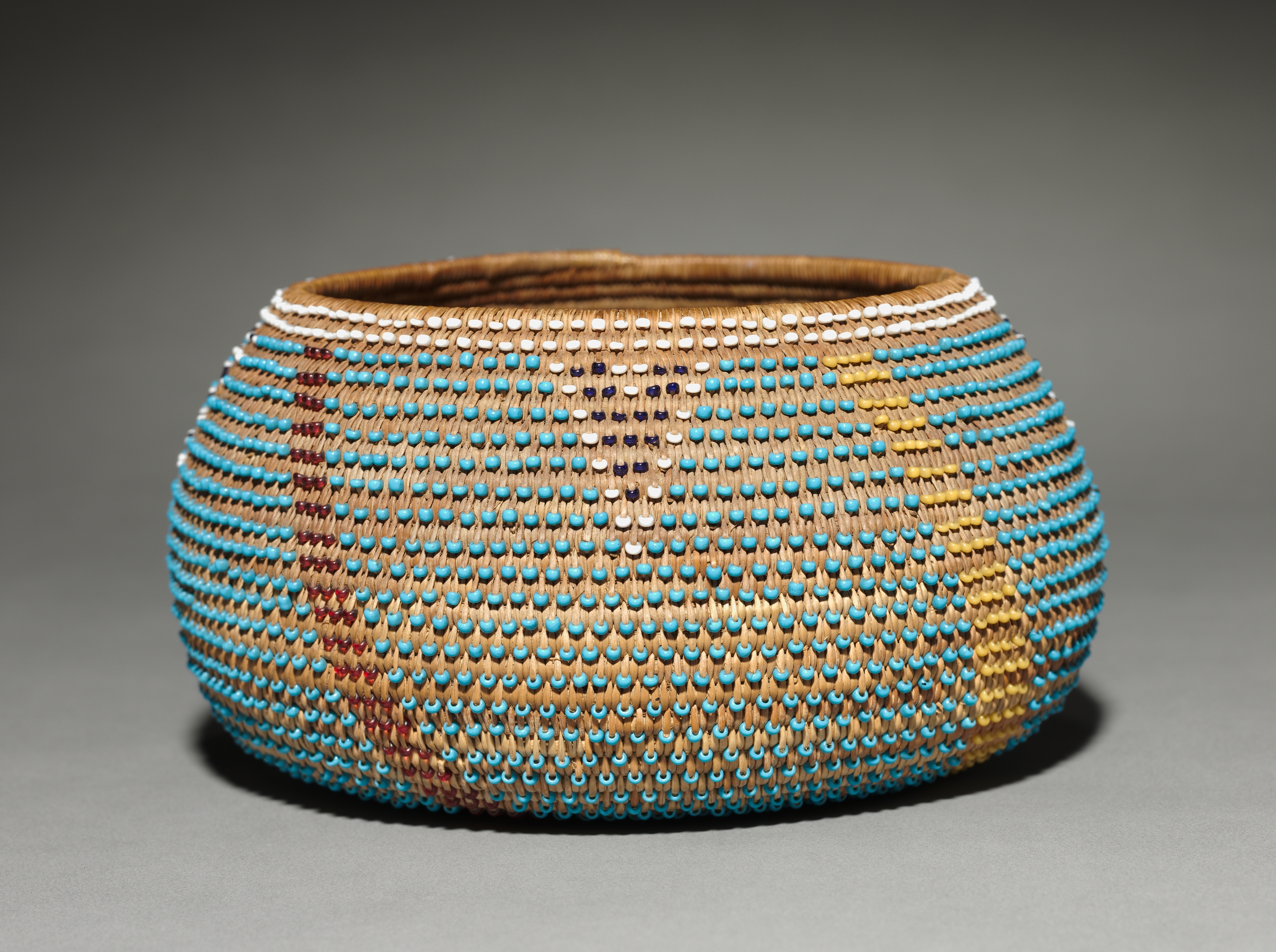
Canasta wappo de finales del y principios del en el Museo de Arte de Cleveland

## Historia
Cuando los españoles llegaron a colonizar a California, existían aldeas wappo cerca de las ciudades actuales de Yountville, Saint Helena y Calistoga. Los poblados en la costa sur de Clearlake fueron completamente absorbidos y dispersados a las misiones españolas de California. Las misiones contaron con al menos 550 bautismos de personas del pueblo wappo.
El nombre wappo es una americanización de la palabra guapo. Eran conocidos como valientes por su obstinada resistencia a la dominación española y mexicana, particularmente su resistencia a todos los intentos militares del general Mariano Guadalupe Vallejo y sus aliados enlistados. En 1836, las partes beligerantes firmaron un tratado de paz.

## Población
Alfred L. Kroeber puso la población en 1770 de los wappo en 1,000. Sherburne F. Cook (1976:174) elevó esta estimación a 1,650.
A principios de la década de 1850, se informó que los wappo sobrevivientes contaban entre 188 y 800. Sin embargo, la población en 1880 se redujo a 50, y el censo de 1910 contó con sólo 73 personas.

## Idioma
El idioma wappo es un miembro extinto de la familia de idiomas yuki . Se ha escrito una gramática de wappo.